# Les Cunningham Award
Der Les Cunningham Award ist eine Eishockey-Trophäe der nordamerikanischen American Hockey League, die seit 1948 jährlich an den wertvollsten Spieler der regulären Saison verliehen wird.
Der Award ist nach Les Cunningham benannt, der selbst in der American Hockey League spielte und dreimal den Calder Cup gewinnen konnte. Nach Beendigung seiner zehnjährigen AHL-Karriere bei den Cleveland Barons war er der AHL-Spieler mit den meisten Karrierepunkten.

## Gewinner
| Jahr | Spieler                   | Team                                      |
| ---- | ------------------------- | ----------------------------------------- |
| 2025 | Andrew Poturalski         | San Jose Barracuda                        |
| 2024 | Mavrik Bourque            | Texas Stars                               |
| 2023 | Dustin Wolf               | Calgary Wranglers                         |
| 2022 | T. J. Tynan               | Ontario Reign                             |
| 2021 | T. J. Tynan               | Colorado Eagles                           |
| 2020 | Gerry Mayhew              | Iowa Wild                                 |
| 2019 | Daniel Carr               | Chicago Wolves                            |
| 2018 | Philip Varone             | Lehigh Valley Phantoms                    |
| 2017 | Kenny Agostino            | Chicago Wolves                            |
| 2016 | Chris Bourque             | Hershey Bears                             |
| 2015 | Brian O’Neill             | Manchester Monarchs                       |
| 2014 | Travis Morin              | Texas Stars                               |
| 2013 | Tyler Johnson             | Syracuse Crunch                           |
| 2012 | Cory Conacher             | Norfolk Admirals                          |
| 2011 | Corey Locke               | Binghamton Senators                       |
| 2010 | Keith Aucoin              | Hershey Bears                             |
| 2009 | Alexandre Giroux          | Hershey Bears                             |
| 2008 | Jason Krog                | Chicago Wolves                            |
| 2007 | Darren Haydar             | Chicago Wolves                            |
| 2006 | Donald MacLean            | Grand Rapids Griffins                     |
| 2005 | Jason Spezza              | Binghamton Senators                       |
| 2004 | Jason LaBarbera           | Hartford Wolf Pack                        |
| 2003 | Jason Ward                | Hamilton Bulldogs                         |
| 2002 | Eric Boguniecki           | Worcester IceCats                         |
| 2001 | Derek Armstrong           | Hartford Wolf Pack                        |
| 2000 | Martin Brochu             | Portland Pirates                          |
| 1999 | Randy Robitaille          | Providence Bruins                         |
| 1998 | Steve Guolla              | Kentucky Thoroughblades                   |
| 1997 | Jean-François Labbé       | Hershey Bears                             |
| 1996 | Brad Smyth                | Carolina Monarchs                         |
| 1995 | Steve Larouche            | Prince Edward Island Senators             |
| 1994 | Rich Chernomaz            | St. John’s Maple Leafs                    |
| 1993 | Don Biggs                 | Binghamton Rangers                        |
| 1992 | John Anderson             | New Haven Nighthawks                      |
| 1991 | Kevin Todd                | Utica Devils                              |
| 1990 | Paul Ysebaert             | Utica Devils                              |
| 1989 | Stéphan Lebeau            | Canadiens de Sherbrooke                   |
| 1988 | Jody Gage                 | Rochester Americans                       |
| 1987 | Tim Tookey                | Hershey Bears                             |
| 1986 | Paul Gardner              | Rochester Americans                       |
| 1985 | Paul Gardner              | Binghamton Whalers                        |
| 1984 | Garry Lariviere Mal Davis | St. Catharines Saints Rochester Americans |
| 1983 | Ross Yates                | Binghamton Whalers                        |
| 1982 | Mike Kaszycki             | New Brunswick Hawks                       |
| 1981 | Pelle Lindbergh           | Maine Mariners                            |
| 1980 | Norm Dubé                 | Nova Scotia Voyageurs                     |
| 1979 | Rocky Saganiuk            | New Brunswick Hawks                       |
| 1978 | Blake Dunlop              | Maine Mariners                            |
| 1977 | Doug Gibson               | Rochester Americans                       |
| 1976 | Ron Andruff               | Nova Scotia Voyageurs                     |
| 1975 | Doug Gibson               | Rochester Americans                       |
| 1974 | Art Stratton              | Rochester Americans                       |
| 1973 | Bill Inglis               | Cincinnati Swords                         |
| 1972 | Garry Peters              | Boston Braves                             |
| 1971 | Fred Speck                | Baltimore Clippers                        |
| 1970 | Gilles Villemure          | Buffalo Bisons                            |
| 1969 | Gilles Villemure          | Buffalo Bisons                            |
| 1968 | Dave Creighton            | Providence Reds                           |
| 1967 | Mike Nykoluk              | Hershey Bears                             |
| 1966 | Dick Gamble               | Rochester Americans                       |
| 1965 | Art Stratton              | Buffalo Bisons                            |
| 1964 | Fred Glover               | Cleveland Barons                          |
| 1963 | Denis DeJordy             | Buffalo Bisons                            |
| 1962 | Fred Glover               | Cleveland Barons                          |
| 1961 | Phil Maloney              | Buffalo Bisons                            |
| 1960 | Fred Glover               | Cleveland Barons                          |
| 1959 | Bill Hicke Rudy Migay     | Rochester Americans                       |
| 1958 | Johnny Bower              | Cleveland Barons                          |
| 1957 | Johnny Bower              | Providence Reds                           |
| 1956 | Johnny Bower              | Providence Reds                           |
| 1955 | Ross Lowe                 | Springfield Indians                       |
| 1954 | George Sullivan           | Hershey Bears                             |
| 1953 | Eddie Olson               | Cleveland Barons                          |
| 1952 | Ray Powell                | Providence Reds                           |
| 1951 | Ab DeMarco                | Buffalo Bisons                            |
| 1950 | Les Douglas               | Cleveland Barons                          |
| 1949 | Carl Liscombe             | Providence Reds                           |
| 1948 | Carl Liscombe             | Providence Reds                           |